# Kyankwanzi (district)
Kyankwanzi is een district in het centrum van Oeganda. Het administratief centrum van het district bevindt zich niet in de stad Kyankwanzi, maar in het meer centraal gelegen Butemba. Het district telde in 2014 214.693 inwoners en in 2020 naar schatting 282.800 inwoners op een oppervlakte van 2464 km². Meer dan 85% van de bevolking woont op het platteland.
Het district werd opgericht in 2010 door afsplitsing van het district Kiboga. Het district is opgedeeld in drie town councils (Kyankwanzi, Butemba en Ntwetwe) en elf sub-county's.
De toenmalige rebellenbeweging National Resistance Movement was erg actief in dit gebied in de eerste helft van de jaren 1980.